# دیمیتریوس ایوانیدیس (بازیکن فوتبال)
دیمیتریوس ایوانیدیس (یونانی: Δημήτριος Ιωαννίδης؛ زادهٔ ۱۳ فوریهٔ ۲۰۰۰) بازیکن فوتبال اهل یونان است.
از باشگاه‌هایی که در آن بازی کرده‌است می‌توان به باشگاه فوتبال فورتونا سیتارد اشاره کرد.
وی همچنین در تیم ملی فوتبال Greece U19 بازی کرده‌است.